# Stoerre Vaerie
Stoerre Vaerie (Norra Storfjället) är en svensk kortfilm från 2015 av regissören Amanda Kernell. Stoerre Vaerie användes som inspiration, samt början och slut, till filmen Sameblod från 2017 (även den regisserad av Amanda Kernell). Kernell kom att betrakta Stoerre Vaerie som "en slags konstnärlig förberedelse och formgivningsprojekt – hur det skulle fungera visuellt och så vidare."
Stoerre Vaerie hade Sverigepremiär på Göteborgs filmfestival den 25 januari 2015 och internationell premiär på Sundance Film Festival, Park City, USA, den 23 januari 2015 och tävlade i båda festivalernas kortfilmsprogram.

## Handling och tema
Stoerre Vaerie handlar om Elle Marja (Elle i rollistan), eller Christina som hon kallar sig, som återvänder till sin barndoms bygd med sin son och sondotter för sin systers begravning efter att (vad ter sig som decennier tidigare) ha vänt det samiska livet och språket ryggen.
Kortfilmen tar upp samiska trauman. Den berör smärta, utanförskap, identitet och tillhörighet, och tar sitt avstamp i en del av svensk-samisk historia som inte är så känt för icke-samer: nomadskolorna. Detta utvecklas mer i långfilmen Sameblod.

## Rollista
| Maj-Doris Rimpi  | – Elle-Marja / Christina |
| Olle Sarri       | – Olle                   |
| Anne Biret Somby | – Sanna                  |
| Jonar Thomasson  | – Jon-Olov               |

## Produktion
Stoerre Vaerie producerades av Nordisk Film Production Sverige AB, med Lars G. Lindström som producent, i samproduktion med det Tärnaby-baserade produktionsbolaget Bautafilm AB, med Oskar Östergren som medproducent och platsansvarig. Filmen tilldelades produktionsstöd från Sveriges Television, Film i Västerbotten, Sametinget och Internationella samiska filminstitutet (ISF). Filmen inspelades under juli och augusti 2014 i Tärnaby, Hemavan, Skouvle och Umeå, inklusive i Umnäs kyrka och församlingshem. Filmfotograf var Petrus Sjövik, som har fotograferat samtliga av Kernells tidigare kortfilmer. Stora delar av kortfilmen inspelades under nattetid för att underlätta för filmteamet att kunna manipulera ljussättningen.
Den blev Kernells första samiska filmprojekt och den första filmen på sydsamiska. Kernell är själv same, och alla som spelar de samiska rollerna är samer eller har samiskt påbrå. För Kernell var det viktigt att skådespelarna skulle kunna känna igen sig och förstå vad det var som karaktärerna upplevde. Charlotta Kappfjell och Marja Helena Mortensson jojkar "Stoerre Vaerie". Den jojken har aldrig spelats in förrän till den här filmen.

## Utgivning och utmärkelser
Stoerre Vaerie hade premiär den 25 januari 2015 på biograf Draken under Göteborg Film Festival. Filmen blev även en av 60 utvalda filmer av 8 000 sökande till att delta på kortfilmsprogrammet på Sundance Film Festival i Park City i Utah, USA den 23 januari 2015. Det är den första samiska filmen som visats i filmfestivalen, vilket ISF:s direktör Anne Lajla Utsi betraktade som det största som hänt inom samisk film sedan den norsk-samiska filmen Vägvisaren (1987) blev nominerad till en Oscar för bästa utländska film. Den hade TV-visning på SVT1 den 6 januari 2016.
Kortfilmen fick ett positivt mottagande och tilldelades utmärkelser såsom publikpriset på Göteborg Film Festival, bästa svenska kortfilm på Uppsala Internationella Kortfilmfestival och bästa kortfilm på urfolksfilmfestivalen Imagine Native i Toronto. Den nominerades till utmärkelsen bästa kortfilm på Sundance Film Festival, på Clermont-Ferrand Short Film Festival och på Guldbaggegalan 2016.